# آیه خیرالبریه
آیه خیرالبریّه هفتمین آیه از سورهٔ بینه است که طبق تفسیرهای المیزان و مجمع البیان پیرامون جایگاه معنوی علی بن ابی‌طالب و شیعیان او صحبت می‌کند. معنی لفظی خیرالبریه، بهترین مخلوقان است.

## متن و ترجمه
عربی: إِنَّ الَّذِينَ آمَنُوا وَعَمِلُوا الصَّالِحَاتِ أُولَٰئِكَ هُمْ خَيْرُ الْبَرِيَّةِ— سورة البينة, ۷، القرآن
همانا کسانی که ایمان آوردند و کارهای شایسته انجام دادند، بهترین مخلوقاتند.— سوره بینه, ۷، قرآن
انگلیسی: Indeed, they who have believed and done righteous deeds - those are the best of creatures— Al-Bayyina, 7، Quran, Sahih International

## شان نزول

### تفاسیر سنی

#### حسکانی
حاکم حسکانی که از عالمان سنی است، در کتاب شواهد التنزیل لقواعد التفضیل این گونه نقل می‌کند:
از ابی برزه: رسول خدا آیهٔ ﴿إِنَّ الَّذِينَ آمَنُوا وَعَمِلُوا الصَّالِحَاتِ أُولَٰئِكَ هُمْ خَيْرُ الْبَرِيَّةِ﴾ را خواند و بعد گفت: یا علی، خیر البریه تو و شیعیان تو هستند.
از محمد باقر: رسول خدا آیهٔ خیر البریه را خواند و بعد از آن به علی گفت: خیر البریه تو و شیعیان تو هستند.
از جابر بن عبدالله انصاری: ما نزد رسول خدا کنار کعبه نشسته بودیم، چون امام علی وارد شد رسول خدا گفت: برادرم آمد و در ادامه گفت: قسم به خانهٔ خدا که این مرد قبل از همه شما به خدا ایمان آورده و بیشتر از همهٔ شما اطاعت خدا را کرده و به پیمان الهی بیشتر از همهٔ شما وفادارتر و بیش از همه شما قضاوت به حکم خدا کرده و در تقسیم بیت‌المال عادل‌تر بوده و در رفتار با ضعفا از شما بهتر و مقامش بالاتر است، در این هنگام بود که آیه خیر البریة نازل شد.

### تفاسیر شیعی

#### طبرسی
ابی علی الفضل بن الحسن الطبرسی از علمای شیعه، در مجمع البیان ذیل آیه به نقل از ابوالقاسم علی بن الحسن معروف به ابن عساکر دمشقی از جابر بن عبدالله انصاری نقل می‌کند:
ما نزد رسول‌الله بودیم که علی بن ابی طالب وارد شد، در این هنگام پیامبر فرمودند: قسم به کسی که جان من در قبضهٔ قدرت اوست این مرد (اشاره به علی) و شیعهٔ او روز قیامت رستگارانند، آنگاه بود که آیه خیرالبریه نازل شد.

#### علامه طباطبایی
محمد حسین طباطبایی در تفسیر المیزان ذیل این آیه این گونه نقل می‌کند:
در عبارت یزید بن شراحیل چنین آمده: من از علی شنیدم، گفت: رسول خدا از دنیا می‌رفت در حالی که سر آن جناب را به سینه‌ام تکیه داده بودم، در آن حال فرمود: یا علی مگر نشنیدی کلام خدای عز و جل را که می‌فرماید: ﴿إِنَّ الَّذِينَ آمَنُوا وَعَمِلُوا الصَّالِحَاتِ أُولَٰئِكَ هُمْ خَيْرُ الْبَرِيَّةِ﴾ این خیر البریه، تو و شیعیان تواند.

#### مکارم
ناصر مکارم شیرازی در تفسیر نمونه در بحث علی و شیعیان او، این گونه نقل می‌کند:
در روایات فراوانی که از طرق اهل سنت و منابع معروف آن‌ها، و همچنین در منابع معروف شیعه نقل شده، آیه خیر البریه علی و پیروان او هستند.